# Epistephium
Epistephium ist eine Gattung aus der Familie der Orchideen (Orchidaceae). Sie enthält mehr als zwanzig Arten krautiger Pflanzen, die im tropischen Amerika beheimatet sind.

## Beschreibung
Die Arten der Gattung Epistephium sind terrestrisch wachsende Pflanzen. Einige Arten können recht groß werden, etwa Epistephium hernandii bis fünf Meter. Die Wurzeln sind nicht verdickt. Die Blätter sitzen über die ganze Länge am Spross verteilt. Sie sind sitzend oder kurz gestielt, netzadrig, oval, ledrig und glänzend.
Der vielblütige Blütenstand steht meist endständig, er kann etwas verzweigt sein. Die resupinierten Blüten sind meist groß und auffallend rosa bis purpurn gefärbt. Sie öffnen sich nacheinander, so dass je ein bis drei gleichzeitig geöffnet sind. Der Fruchtknoten ist dünn zylindrisch, ungestielt, mit einem Kranz kelchblattähnlicher Zähnchen (Calyculus) besetzt. Die Sepalen gleichen einander, sie sind weit ausgebreitet und nicht miteinander verwachsen. Die Petalen sind breiter als die Sepalen, ebenfalls ausgebreitet. Die Lippe ist an der Basis abrupt verschmälert (genagelt), der Nagel ist mit der Basis der Säule verwachsen. Die Spreite der Lippe ist frei, ganzrandig oder gelappt, der untere Teil umfasst die Säule, der vordere Teil ist ausgebreitet und herabgebogen. Die Lippe ist längs der Mitte mit Leisten besetzt, diese sind nach hinten gerichtet behaart. Die Säule ist im Querschnitt halbkreisförmig. Das Staubblatt wird kapuzenartig von einem dünnen, dreilappigen Gewebe (Klinandrium) umgeben. Das Staubblatt ist gegenüber der Achse der Säule stark herabgebogen, es ist zweikammrig, der Pollen ist in vier körnige Abschnitte geteilt, die jedoch wenig zusammenhängen und keine Pollinien formen. Der Pollen liegt als einzelne Pollenkörner (Monaden) vor. Die Narbe ist groß und liegt quer zur Säulenachse. Die Kapselfrucht ist zylindrisch, die Blütenhülle fällt gleich nach der Bestäubung ab, aber die Zähnchen auf dem Fruchtknoten bleiben erhalten.

## Vorkommen
Epistephium ist im tropischen Amerika verbreitet. Die Verbreitung erstreckt sich über die Nordhälfte Südamerikas. Epistephium ellipticum hat ein disjunktes Areal im Norden Südamerikas sowie in Belize. Die Pflanzen finden sich in Höhenlagen von 100 bis 1200 Meter.
Die Standorte liegen in Savannen, Grasland oder in Gebüschen, das Klima ist in der Wachstumsperiode feucht, weist aber meist eine deutliche trockene Jahreszeit auf.

## Systematik und botanische Geschichte
Epistephium wird innerhalb der Unterfamilie Vanilloideae in die Tribus Vanilleae eingeordnet. Die nächst verwandten Gattungen sind nicht klar: neben einer nahen Verwandtschaft zu Clematepistephium, Eriaxis, Erythrorchis oder Vanilla kommt auch eine Stellung als Schwestertaxon zu allen restlichen Vanilleae in Betracht.
Epistephium wurde 1822 von Kunth in Synopsis Plantarum, quas, in itinere ad plagam aequinoctialem orbis novi, collegerunt Al. de Humboldt et Am. Bonpland Band 1, Seite 340  erstbeschrieben. Der Name Epistephium kommt vom griechischen epi-, „über“, und stephanos, „Krone“, er bezieht sich auf den gezähnten Rand des Fruchtknotens. Typusart ist Epistephium elatum.

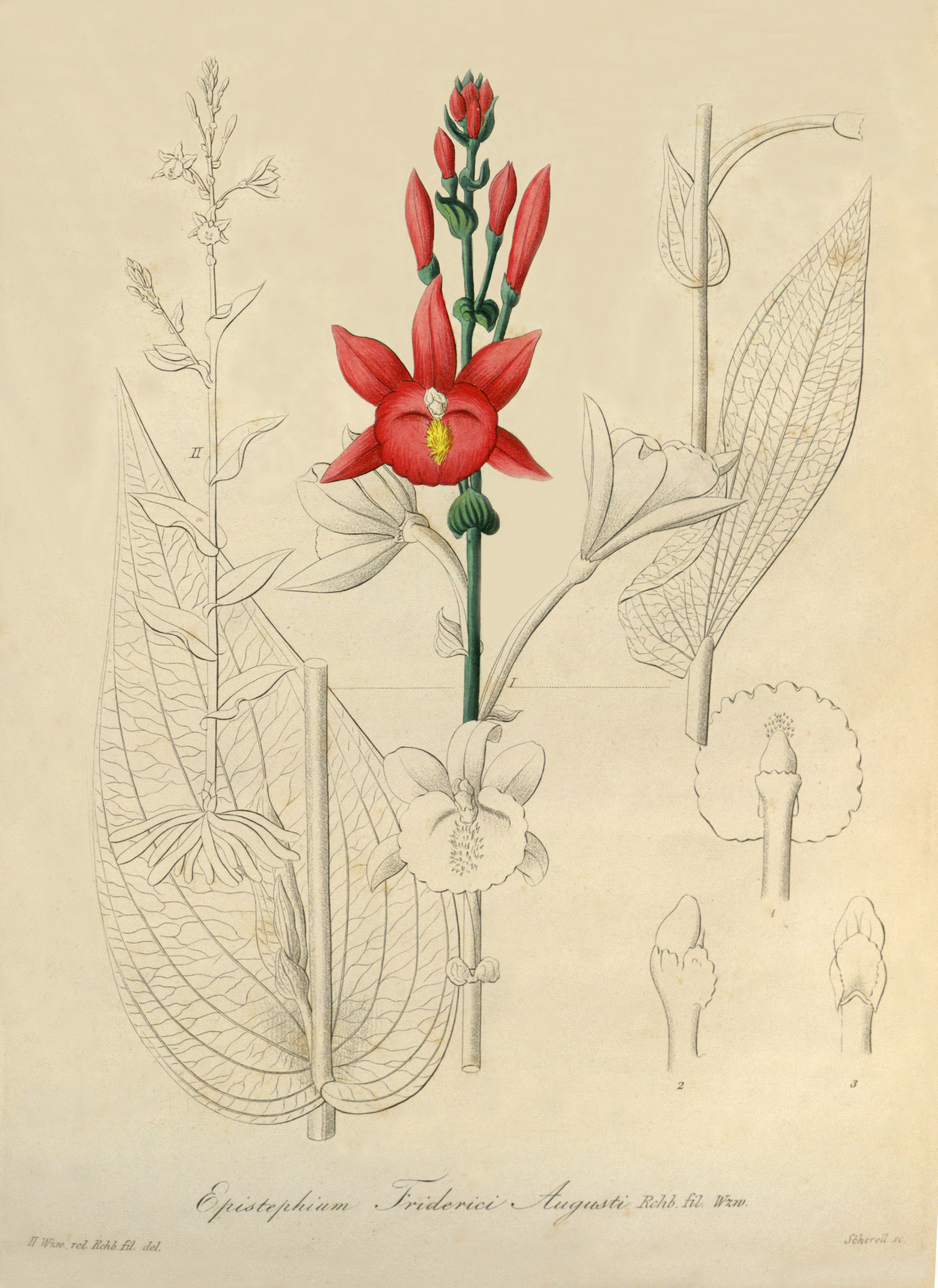
Epistephium frederici-augusti, Illustration aus Reichenbachs „Xenia orchidacea“

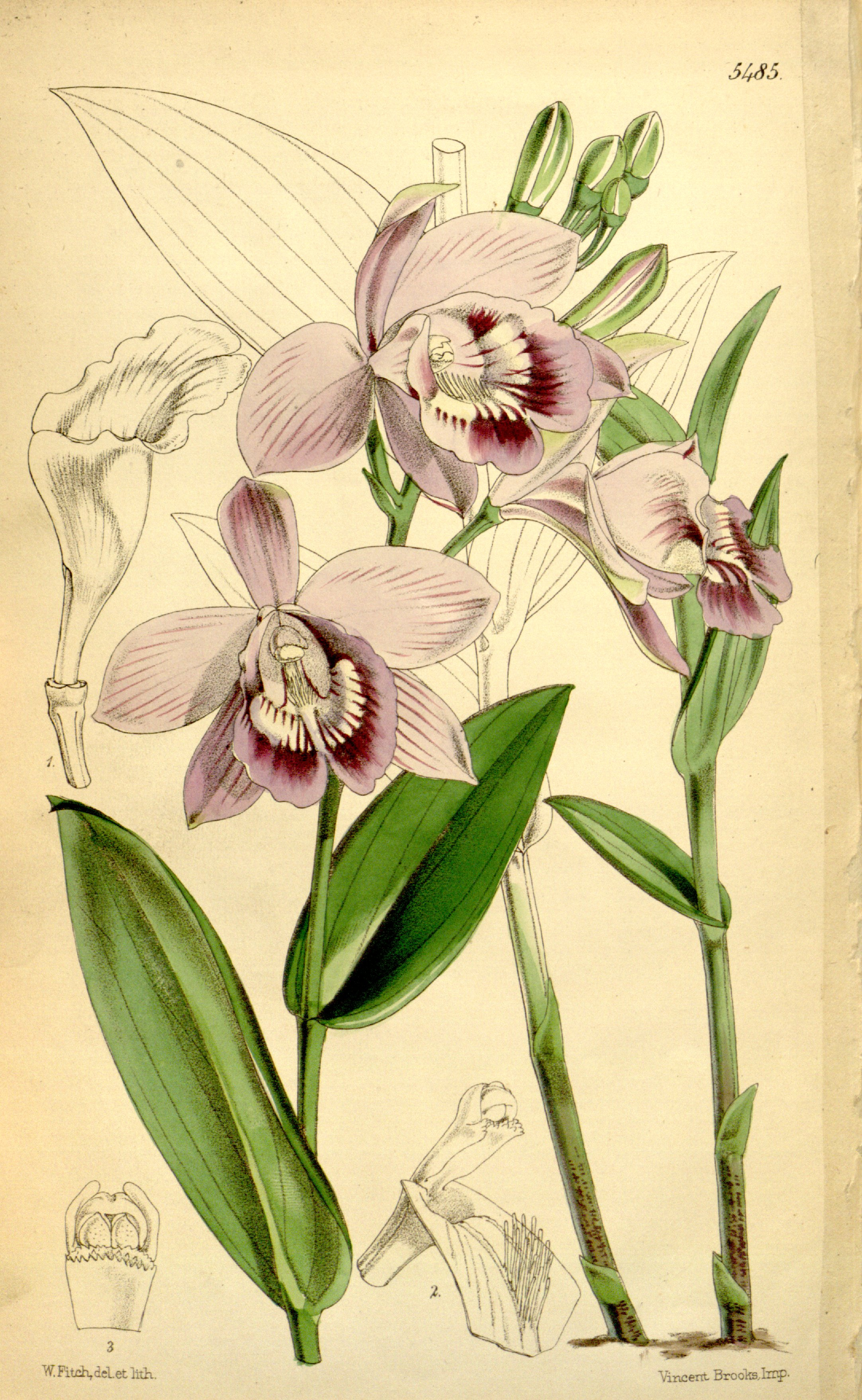
Epistephium williamsii, Illustration

Folgende 28 Arten werden zur Gattung Epistephium gezählt:
- Epistephium amabile Schltr.: Peru und östliches Bolivien.[1]
- Epistephium amplexicaule (Ruiz & Pav.) Poepp. & Endl.: Kolumbien, Guayana, Peru, Bolivien.[1]
- Epistephium araracuarae Szlach., Mytnik & Baranow, Kolumbien[1]
- Epistephium brevicristatum R.E.Schult.: Kolumbien.[1]
- Epistephium cardonae Szlach. & Kolan.: Kolumbien.[1]
- Epistephium chironii Molinari, Carpio & Mend.-Tinc.: Peru.[1]
- Epistephium duckei Huber: Tropisches Südamerika.[1]
- Epistephium elatum Kunth: Kolumbien, Ecuador, Venezuela.[1]
- Epistephium ellipticum R.O.Williams & Summerh.: Belize, Trinidad, Costa Rica, Guayana, Venezuela, Peru und nördliches Brasilien.[1]
- Epistephium epiphyticum Szlach. & Kolan.: Kolumbien.[1]
- Epistephium frederici-augusti Rchb.f. & Warsz.: Kolumbien.[1]
- Epistephium garayi Szlach., Mytnik & Baranow: Kolumbien und Guayana.[1]
- Epistephium hernandii Garay: Kolumbien, Venezuela und nördliches Brasilien.[1]
- Epistephium kubiyuense Szlach., Mytnik & Baranow: Kolumbien.[1]
- Epistephium lamprophyllum Schltr.: Ecuador.[1]
- Epistephium laxiflorum Barb.Rodr.: Brasilien.[1]
- Epistephium lobulosum Garay: Ecuador.[1]
- Epistephium matogrossense Hoehne: Brasilien.[1]
- Epistephium parviflorum Lindl.: Trinidad bis zum tropischen Südamerika.[1]
- Epistephium portellianum Barb.Rodr.: Brasilien.[1]
- Epistephium praestans Hoehne: Brasilien.[1]
- Epistephium rhombilabium Szlach., Mytnik & Baranow: Kolumbien[1]
- Epistephium sclerophyllum Lindl.: Tropisches Südamerika bis zum nordöstlichen Argentinien.[1]
- Epistephium sessiliflorum Lindl.: Kolumbien.[1]
- Epistephium speciosum Barb.Rodr.: Brasilien.[1]
- Epistephium subrepens Hoehne: Südöstliches Kolumbien bis Guayana und zum östlichen Bolivien.[1]
- Epistephium trianae Szlach., Mytnik & Baranow: Kolumbien.[1]
- Epistephium williamsii Hook.f. (Syn.: Epistephium lucidum Cogn.): Nördliches Südamerika bis Paraguay.[1]

Nicht mehr zu dieser Gattung wird gerechnet:
- Epistephium herzogianum Kraenzl. => Bletia catenulata Ruiz & Pav.